# ファン・フェルナンド・シルヴェッティ・アドルノ
ベブ・シルヴェッティ（Bebu Silvetti）ことフアン・フェルナンド・シルヴェッティ・アドルノ（Juan Fernando Silvetti Adorno、1944年3月27日 - 2003年7月5日）は、アルゼンチンのピアニスト、作曲家、指揮者、編曲者、レコード・プロデューサー。単にシルヴェッティ（シルベッティ）とも。
1977年に「スプリング・レイン」が大ヒットし、ラテンアメリカならびに国際音楽の演出でも成功を収めた事が評価され、グラミー賞を受賞した。女優のアンナ・シルヴェッティは娘。

## 人物

### 出生から青年時代
シルヴェッティは1944年3月27日、アルゼンチンのブエノスアイレスから約17km離れたキルメスで生まれた。6歳でピアノを学び、十代にしてジャズ等のバンドを結成。21歳にしてアルゼンチンを離れ、スペインで最も有名なジャズクラブでピアニストとして数年勤めた。

### アーティストとして
1970年代初頭にメキシコで作曲活動を始める。スペインに渡ったのちに、"Spring Rain"をはじめ、多くのヒット作を相次いで世に出した。1970年代後半には再びメキシコに戻り、各アーティストに楽曲を提供する。その後、ロサンゼルス、カリフォルニアでの短期間の仕事の後、マイアミへ移住。ラテン系の音楽を中心に多くのアーティストに提供した。
長年にわたり多くの業績を残した事で、2003年のラテン・グラミー賞に選出される。一昨年前の2001年にはラテン音楽のプロデューサーとしてビルボードの年間トップに輝いており、翌2002年にはビルボードプロデューサー賞を受賞していた。

### 死去
2003年7月5日に肺がんに伴う合併症から来る呼吸不全により、フロリダ州のコーラルゲーブルズの自宅にて死去。59歳没。生涯に600曲以上の楽曲、200以上ものTVやラジオのCM、多数の映画やテレビのサウンドトラックを提供した。現在遺族はベブ・シルヴェッティ全作品のサンプリングを許可していない。

## 「スプリング・レイン」
- DJ YOSHITAKAはアーケードゲーム「beatmania IIDX 13 DistorteD」において、本作品のリミックス："SPRING RAIN (LLUVIA DE PRIMAVERA)"を提供している(なお、アーケード版では本作限りで削除されたが、CS版には収録されている)。
- ネガティブランドのアルバム「ヘルター・スタピッド」のトラックにも本作品がサンプリングされている（1984年発売のゲーム「Jackpot」のテーマソング"The Love Experts"として収録されている）。
- 電気グルーヴの楽曲「Shangri-La」は、本曲をサンプリングしており、後に権利関係の解決のため、作曲者にシルヴェッティの名もクレジットされることとなった。後に幾つかのアーティストがカバー曲を出している。
- ABCラジオカウスミュージックトークのエンディング曲に同曲を使用している。

## ディスコグラフィー
- 1975年 "Estereofonía"
- 1975年 "Mundo de Juguete" (música original de la telenovela)
- 1976年 Mundo sin palabras.
- 1976年 Super disco sound.
- 1977年 Lluvia de primavera.
- 1978年 Concert from the stars.
- 1979年 Tabasco espectacular.
- 1980年 I love you.
- 1980年 En México.
- 1982年 Soñando.
- 1984年 Sinfonía de los espejos.
- 1997年 Íntimos (con Armando Manzanero.
- 1998年 Mis momentos.
- 2000年 Eastern winds.
- 2000年 Autumn in Vienna.
- 2000年 Smooth brazilian jazz.
- 2003年 Adiós al amigo.